# Greg Kovacs

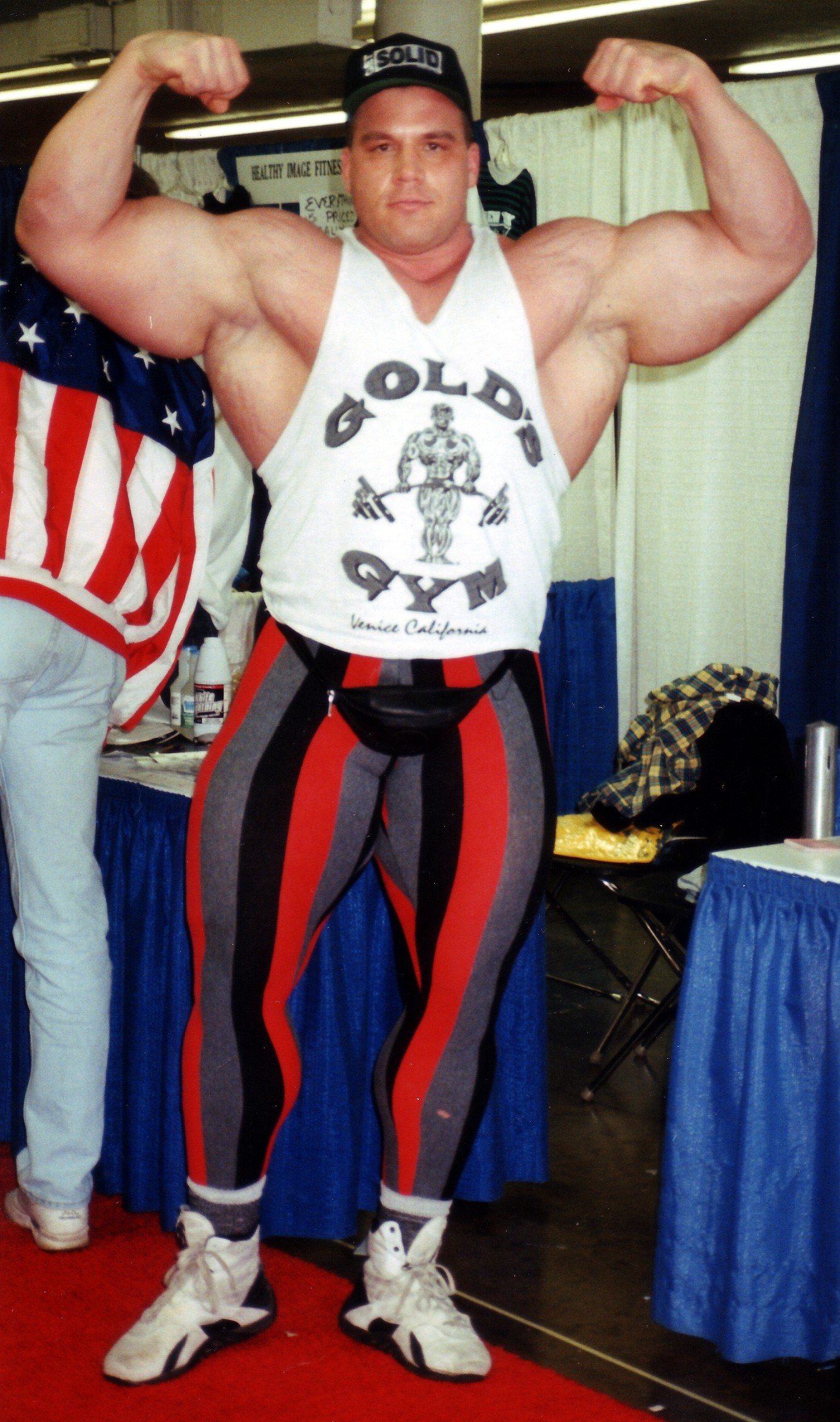

Gregory Mark Kovacs (Niagara Falls, Ontario, 16 de diciembre de 1968-Ib., 25 de noviembre de 2013) fue un fisicoculturista profesional canadiense de la IFBB, conocido por ser uno de los pocos culturistas en sobrepasar las 400 libras de peso (180 kilogramos). Siendo uno de los fisicoculturistas, respecto a sus medidas, más grandes de toda la historia, muchas veces es llamado el "fisicoculturista más fuerte" dentro del ambiente del culturismo.

## Biografía
Kovacs vivió en Fonthill, Ontario, Canadá. Estudió ingeniería eléctrica durante un año antes de concentrarse completamente en el fisicoculturismo.
Kovacs fue miembro del staff de la revista Rx Muscle.
Falleció de un ataque al corazón en Niagara Falls el 25 de noviembre de 2013 a los 44 años.

## Estadísticas
- Altura: 6'4" (193cm)
- Peso en competencia: 330lb (150 kg)
- Peso fuera de competencia: 420 lb (180 kg)
- Bíceps: 27" (68cm) (Fuera de competencia)
- Pecho: 70" (178cm) (Fuera de competencia)
- Muslos: 35.5" (89cm) (Fuera de competencia)
- Cintura: 34" (86cm) (En competencia)

- Bench-press (on Smith machine): 575lb x 6
- Incline-bench (on Smith machine): press: 495lb x 6
- Military press (on Smith machine): 395lb x 6
- Leg-press: 2000lb x 19
- Bent-over barbell rows: 495lb x 6
- Dumbbell curl (semi-strict): 120 x 10

## Historial de Competición
- 1996 - NPC Canadian National Championships, 	1.º
- 1997 -	IFBB Night of Champions, 	16.º
- 1998 -	IFBB Ironman Pro Invitational, 	16.º
- 2001 -	IFBB Night of Champions, 	Sin Ubicación
- 2003 -	Arnold Classic, 	13.º
- 2004 -	Arnold Classic, 	13.º
- 2005 - Toronto Pro Invitational, Sin Ubicación